# PZL SM-4 Łątka
PZL SM-4 Łątka – lekki śmigłowiec wielozadaniowy konstrukcji polskiej.

## Historia

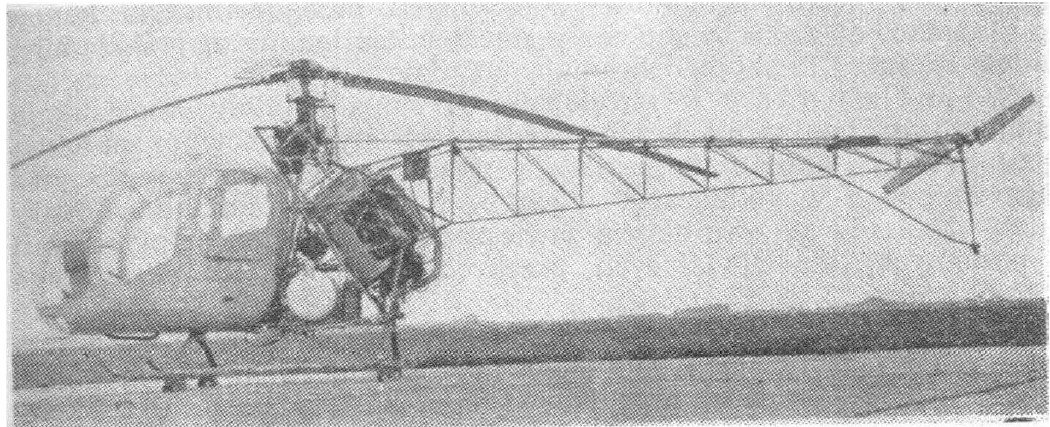
Prototyp SM-4 Łątka

Śmigłowiec SM-4 Łątka, został zaprojektowany przez zespół konstrukcyjny zakładów PZL-Świdnik, pod kierunkiem mgr inż. Jerzego Kotlińskiego. Miał to być lekki śmigłowiec przeznaczony do celów dyspozycyjno-łącznikowych. W konstrukcji przewidziano zastosowanie elementów laminatowych, których produkcję opracowano w Instytucie Lotnictwa. Z laminatów miał być wykonany wirnik, osłona kabiny, podwozie płozowe, statecznik na belce ogonowej oraz śmigło ogonowe. Prace nad projektem rozpoczęto w 1961 roku. W 1962 zbudowano egzemplarz do badań statycznych oraz prototyp wersji łącznikowej. Miała to być odmiana podstawowa. Przewidywane były również wersje: szkolna, sanitarna i rolnicza. Gotowe elementy laminatowe zostały zaprezentowane w kwietniu i maju 1963 roku na wystawie „Tworzywa sztuczne w gospodarce narodowej”. 
Próby naziemne rozpoczęły się w końcu 1962 roku, po otrzymaniu przeznaczonego dla tego śmigłowca silnika WN-6. W ich trakcie stwierdzono silne drgania zespołu napędowego. Ostatecznie prototyp nie został oblatany, z powodu niedopuszczenia silnika do eksploatacji. 
Doświadczenia zebrane podczas prac przy „Łątce” wykorzystano do zaprojektowania laminatowych łopat wirnika głównego w śmigłowcach MS-1 i SM-2. Pod koniec 1964 roku w biurze konstrukcyjnym WSK -Świdnik opracowano wersję rozwojową „Łątki” oznaczoną symbolem SM-5. Projekt przewidywał zastosowanie silnika turbinowego GTD-350, jednak nie wyszedł poza zakres studium.

## Konstrukcja
Trzymiejscowy śmigłowiec wielozadaniowy o konstrukcji mieszanej.
Kadłub o konstrukcji kratownicowej ze spawanych rur. W przedniej części mieści się trzyosobowa kabina załogi, o konstrukcji skorupowej, z dwoma drzwiami.
Wirnik nośny trółopatowy. Łopaty o obrysie trapezowym i profilu NACA-23015, ze zwichrzeniem geometrycznym. Konstrukcja łopat laminowa ze stalowym okuciem nasadowym. Wirnik osadzony na piaście z przegubami, wyposażonej w tłumik wahań. Tarcza sterująca wirnika oparta na przegubie kulistym. 
Podwozie stałe, płozowe o konstrukcji laminatowo-metalowej. Płozy wykonane z rur stalowych, golenie łączące je z kadłubem wykonano z laminatu.
Silnik WN-6S, sześciocylindrowy płaski, chłodzony powietrzem, umieszczony skośnie do osi wirnika. Poprzez sprzęgło napędzał przekładnię główną wirnika nośnego i przekładnię końcową śmigła ogonowego. Do rozruchu silnika stosowano sprężone powietrze. Zużycie paliwa wynosiło 44l/h.